# Nombres de China
El nombre español de China, similar en la mayoría de las lenguas europeas, parece haber llegado a Europa desde el sur de Asia y, aunque no hay evidencias concluyentes, podría proceder del nombre de la dinastía Qin, la primera dinastía imperial. Heredó el español dicho exónimo a partir del latín Sina.
En la antigüedad, se utilizó también el nombre Catay, que tiene su origen en el pueblo altaico kitán, que fundó la Dinastía Liao en el siglo X. Éste es el nombre con que se llamaba a China en los relatos medievales europeos, como los "Viajes de Marco Polo". El nombre "Catay", en ligeras variantes, pervive aún como nombre habitual de China en algunas lenguas como el ruso y el mongol. En el siglo XVII, el misionero jesuita portugués Bento de Goes demostraría que la "China" visitada por los misioneros europeos era el mismo país que el "Catay" de Marco Polo.
En contextos geográficos o culturales, el nombre "China" se utiliza por lo general para referirse al conjunto de los territorios administrados por la República Popular China más la isla de Taiwán, reivindicada por la República Popular, pero en la realidad independiente bajo el régimen de la República de China. La separación política de ambos territorios desde 1949 hace que sea también frecuente utilizar el término "China" como equivalente del estado actual de la "República Popular China", especialmente en contextos políticos. El nombre China continental se utiliza normalmente para referirse al territorio administrado por la República Popular China, sin incluir a las antiguas colonias europeas de Hong Kong y Macao. Nótese que este término tiene un sentido geopolítico, y no estrictamente geográfico; la isla de Hainan, por ejemplo, se considera parte de la China continental, mientras que la península de Macao o los Nuevos Territorios de Hong Kong no lo son. Debido a la ambigüedad actual en el uso del nombre "China", a veces se utiliza la expresión Gran China (Dà Zhōnghuá, 大中华 / 大中華, en chino) para referirse al conjunto de China continental, Taiwán, Hong Kong y Macao.
En chino, el país se denominaba antiguamente mediante el nombre de la dinastía gobernante. Desde la caída de la última dinastía, el "Gran Imperio Qing", el nombre habitual del país es Zhōngguó (simplificado: 中国, tradicional: 中國), que se puede traducir como "país del centro". Otra variante del nombre es Zhōnghuá (中华 / 中華), utilizado en los nombres oficiales tanto de la República Popular China como de la República de China, y que se puede abreviar simplemente Huá, como en el nombre de la agencia oficial china de noticias Xinhua (新华 / 新華) ("Nueva China"). Además, existen también los nombres poéticos Huáxià (华夏 / 華夏) y Shénzhōu (神州).

## Nombres de las dos Chinas

### Nombres de la República Popular China
- República Popular China (nombre oficial)
- China (nombre más conocido)
- China Popular (nombre utilizado durante la Guerra Fría)
- China Comunista (nombre utilizado durante la Guerra Fría)
- China Roja (nombre utilizado durante la Guerra Fría)
- China Continental (nombre geopolítico)
- Gran China (nombre cultural)
- Gigante Asiático (apodo)

### Nombres de la República de China
- República de China (nombre oficial)
- Taiwán (nombre más conocido)
- China Nacionalista (nombre utilizado durante la Guerra Fría)
- China Insular (nombre utilizado durante la Guerra Fría)
- Formosa (nombre histórico y geográfico)
- China Taipéi (nombre utilizado en eventos deportivos)
- Taipéi Chino (nombre utilizado en eventos deportivos)